# هارب من الأيام
هارب من الأيام هي رواية من تأليف الأديب المصري الراحل ثروت أباظة صدرت للمرة الأولى في يوليو من عام 1957 ضمن سلسلة الكتاب الفضي التي كانت تصدر عن نادي القصّة والذي كان يترأسه يوسف السباعي آنذاك، واقتُبس عنها أوّل مسلسل تليفزيوني عربي يُعرض على شاشة التليفزيون وكان ذلك في عام 1962 بعنوان «هارب من الأيام» وكان من إخراج نور الدمرداش وبطولة عبد الله غيث وحسين رياض، كما اقتُبس عنها لاحقًا فيلم سينمائيّ بنفس العنوان عُرض في عام 1965 وكان من إخراج حسام الدين مصطفى وبطولة فريد شوقي ومحمود المليجي.

## عن الكتاب
تدور أحداث رواية هارب من الأيام في أجواء القرية المصرية فتحكي عن قرية السلام التي تمر بظروف عصيبة وبحالة عدم استقرار وانعدام للأمن بعدما كثرت فيها السرقات على يد إحدى العصابات ليضطر عمدة القرية في النهاية إلى ترك منصبه وحين تتضح الأمور يُكتشف أن طبالًا فقيرا من أهل القرية هو من كان يتزعم هذه العصابة.

## الجوائز والتكريمات
- نال الأديب ثروت أباظة عن روايته «هارب من الأيام» جائزة الدولة التقديرية في عام 1959.

## الأبحاث الأكاديمية والدراسات النقدية حول الكتاب
كانت رواية وقائع حارة الزعفراني موضوعًا لعدد من الأبحاث الأكاديمية والدراسات النقدية ومنها:
- دراسة بعنوان «سيميائية العتبات النصية في رواية "هارب من الأيام" لثروت أباظة» أعدها الباحثون إيناس بسيوني إبراهيم النوحي، ومحمد السيد الدسوقي، وحامد محمد عبد اللطيف، ونُشرت بالمجلة العلمية لكلية الآداب بجامعة طنطا.[6]
- دراسة بعنوان «(البنية السردية في رواية هارب من الأيام لثروت أباظة)» أعدتها الباحثتان في قسم اللغة والأدب العربي بجامعة العربي بن مهيدي بأم البواقي بالجزائر هاجر بن عياد ورزيقة طاوطاوفي عام 2013.[7]

## روابط خارجية
- صفحة الكتاب على موقع جود ريدز